# Xerxes Naseri
Khashayar Xerxes Naseri (Amsterdam, 5 september 1993) - artiestennaam Xerxes Naseri - is een Nederlandse zanger.

## Biografie
Naseri's Perzische ouders stimuleerden hem van jongs af aan om zich met muziek bezig te houden. Hij maakt voornamelijk Nederlandse zouk-nummers, die hij combineert met r&b-invloeden. Zo ontstond zijn eerste nummer "Jij bent van mij", dat hij samen maakte met producent Oliver Rosa. Deze track werd als download online gezet. De single werd opgepikt door radiostation FunX, waarbij deze enkele weken de nummer 1-positie bezette. Naseri werd op 26 augustus 2014 uitgeroepen tot nieuw FunX Talent. Inmiddels is de song al meer dan 1 miljoen keer beluisterd via YouTube.
Eind maart 2015 bracht Naseri zijn tweede single "Geen twijfel" uit, die hij samen maakte met Rosa en singer-songwriter Nikki Dae. Ook deze kreeg meer dan een miljoen views op YouTube en daarnaast een miljoen streams op Spotify. Na zijn tweede single brak een periode aan met optredens in het land. Hij tekende een contract bij Tribe Boekingen, nam versies op van "Mag ik dan bij jou", "Margherita" en een Nederlandstalige versie van "El Perdon" (Enrique Iglesias/ Nicky Jam) onder de titel "Zonder Jou", voor zijn YouTube-kanaal.
Naseri bracht in maart 2016 met Rosa en Dae de single "Liever alleen" uit.

## Discografie
Singles
| Jaar | act           | nummer             | Top 100 | weken | opmerking |
| ---- | ------------- | ------------------ | ------- | ----- | --------- |
| 2014 | Xerxes Naseri | "Jij bent van mij" | 61      | 4     |           |
| 2015 | Xerxes Naseri | "Geen twijfel"     | 74      | 3     |           |
| 2016 | Xerxes Naseri | "Liever alleen"    | 91      | 2     |           |